# Lindt & Sprüngli
Chocoladefabriken Lindt & Sprüngli AG är ett schweiziskt chokladföretag. Företaget producerar bland annat mörk choklad, vissa sorter med upp till 99 procent kakao, men också säsongschoklad, till exempel till påsk. Det grundades 1845 av David Sprüngli-Schwarz och hans son Rudolf Sprüngli-Ammann. Namnet Lindt kommer från Rodolphe Lindt. Lindt har fabriker över hela världen. Huvudkontoret ligger i Kilchberg strax söder om Zürich.